# 河合誓徳
河合 誓徳（かわい せいとく、1927年4月3日 - 2010年3月7日）は、日本の陶芸家、日本芸術院会員。

## 来歴
大分県東国東郡国見町生まれ。1940年、旧制宇佐中学校に入学するも、1943年、鹿児島海軍航空隊甲飛13期飛行練習生として入隊。上海海軍航空隊を経て、終戦により復員。1947年、京都で山本紅雲に師事。1949年、国東へ戻るが陶磁の道を諦められず、諸隈貞山に弟子入りする。1951年、京都の加藤利昌の下で下絵付に従事。1952年、京都陶芸家クラブに加入し、6代清水六兵衛に師事。1952年、日展に初入選。1953年、河合栄之助の長女登志子と結婚し、河合家の後継者となる。その後、1961年設立の日本現代工芸美術家協会へ活躍の幅を広げ、その作品は数多くの賞を受賞する。1997年、日展理事、2000年、日本新工芸家連盟副会長、2002年、同連盟会長。2003年、日本新工芸家連盟会長、2005年、日本芸術院会員、2007年日展常務理事、2008年日展顧問などを歴任した。2010年、肺炎のため82歳で死去。

## 受賞歴
- 1962年　日展特選北斗賞（「蒼」）
- 1968年　日展菊華賞（「宴」）
- 1971年　現代美術会員賞（「円像」）
- 1975年　紺綬褒章
- 1979年　日展会員賞（「翠影」）
- 1983年　日本新工芸展内閣総理大臣賞（「里の道」）
- 1989年　日展内閣総理大臣賞（「行雲」）
- 1991年　日本新工芸展内閣総理大臣賞（「草映」）
- 1992年　京都府文化賞功労賞
- 1997年　日本芸術院賞
- 1998年　京都市文化功労者[2]